# Lantmännen

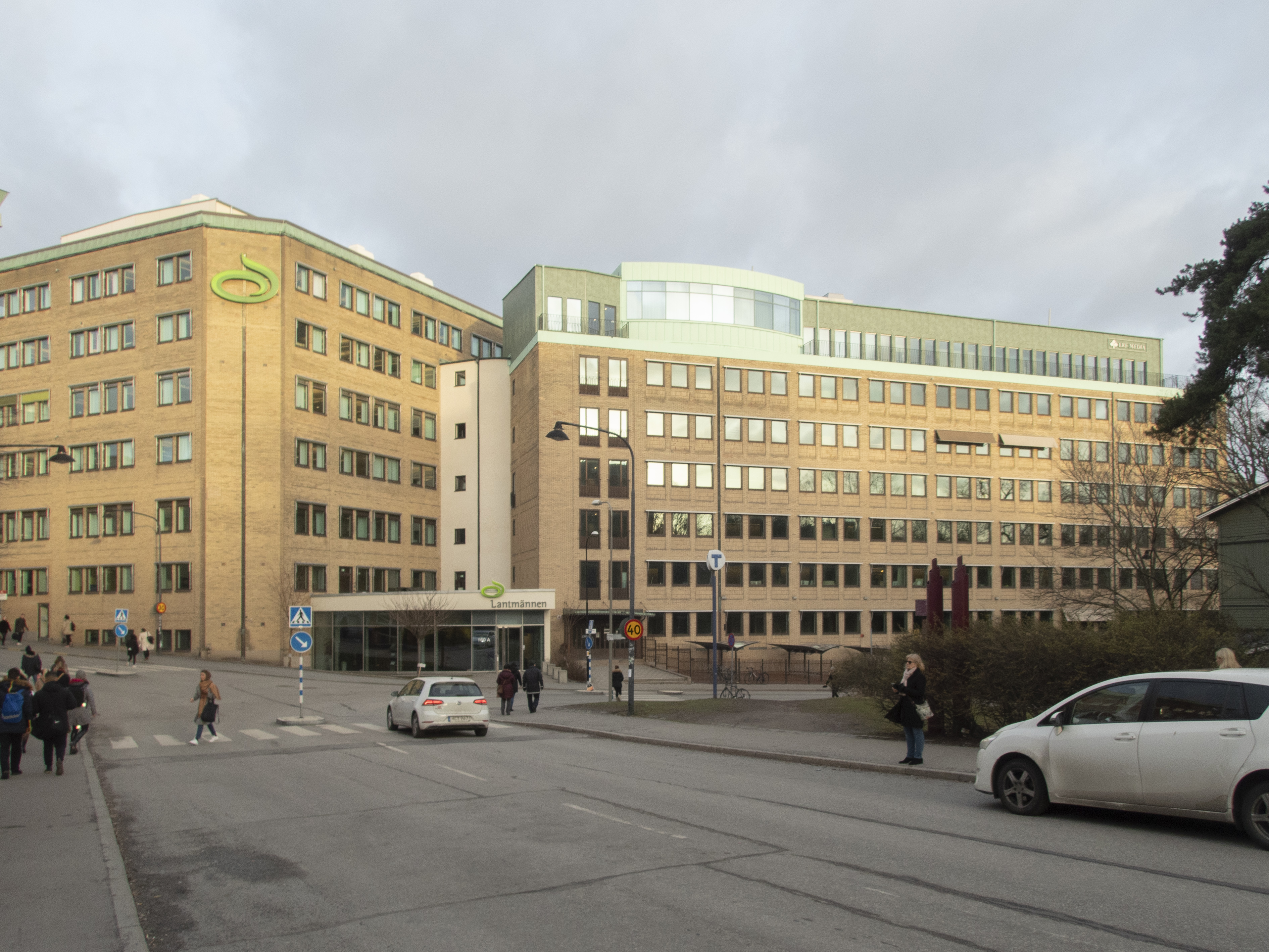
Huvudkontoret i Stockholm.

Lantmännen ek för är ett lantbrukskooperativ med verksamheter inom lantbruk, maskin, bioenergi och livsmedel. Lantmännen ägs av 17 000 svenska lantbrukare, har 12 000 anställda, verksamheter i ett 20-tal länder och omsätter 70 miljarder kronor på årsbasis.
Huvuduppgiften är att bidra till lönsamheten på medlemmarnas gårdar genom att bland annat tillhandahålla medlemmarna med utsäde, gödsel, växtskydd och foder samt att ta emot, lagra, förädla och sälja det som lantbrukarna odlar. Lantmännen är Sveriges största uppköpare av spannmål.
Andra viktiga inslag i verksamheten är försäljning av skogs-, entreprenad- och jordbruksmaskiner samt förädlingsindustrier inom bioenergi och livsmedel. 
Livsmedlen som Lantmännen producerar baseras i huvudsak på spannmål (sädesslag) och baljväxter. De säljs under flera olika varumärken, exempelvis: Kungsörnen (pasta och mjöl), AXA (gryn, gröt mm), Scan, GoGreen, Hatting, Korvbrödsbagarn (korv/hamburgerbröd) och Start! (frukostflingor). Lantmännen tillverkar hästfoder genom bolaget Krafft.
Lantmännen Agroetanol i Norrköping säger sig vara Nordens största bioraffinaderi.

## Historia
Den första centralföreningen bildades i Skaraborgs län 1895. Då hade olika regionala och lokala föreningar bildats runt om i Sverige. Svenska Lantmännens Riksförbund bildades i Stockholm 1905 med landshövdingen Hugo Hamilton som ordförande. Vid skapandet av riksförbundet var sju länsorganisationer medlemmar. 1907 utsågs Carl Gustaf Wettergren till VD.
Svenska Lantmännen ombildades den 1 januari 2001 till Lantmännen ek. för genom en fusion av en mängd lokala Lantmännenföreningar som även tidigare hade samarbetat i stor utsträckning inom dåvarande Svenska Lantmännen. 